# گالنبک
گالنبک (به آلمانی: Galenbeck) یک شهر در آلمان است که در Mecklenburgische Seenplatte District واقع شده‌است. گالنبک  ۱٬۴۴۴ نفر جمعیت دارد.